# Доній Косинь
44°45′ пн. ш. 15°15′ сх. д. / 44.75° пн. ш. 15.25° сх. д.
Доній Косинь (хорв. Donji Kosinj) — населений пункт у Хорватії, у Лицько-Сенській жупанії у складі громади Перушич.

## Населення
Населення за даними перепису 2011 року становило 494 осіб.
Динаміка чисельності населення поселення:

## Клімат
Середня річна температура становить 9,01 °C, середня максимальна – 22,94 °C, а середня мінімальна – -6,97 °C. Середня річна кількість опадів – 1263 мм.
| Клімат поселення                              | Клімат поселення | Клімат поселення | Клімат поселення | Клімат поселення | Клімат поселення | Клімат поселення | Клімат поселення | Клімат поселення | Клімат поселення | Клімат поселення | Клімат поселення | Клімат поселення | Клімат поселення |
| Показник                                      | Січ.             | Лют.             | Бер.             | Квіт.            | Трав.            | Черв.            | Лип.             | Серп.            | Вер.             | Жовт.            | Лист.            | Груд.            |                  |
| Середній максимум, °C                         | 6,37             | 7,86             | 11,02            | 14,94            | 19,54            | 22,94            | 22,64            | 22,27            | 18,18            | 13,88            | 8,66             | 4,83             |                  |
| Середня температура, °C                       | −0,29            | 1,19             | 4,35             | 8,27             | 12,87            | 16,26            | 18,47            | 18,09            | 14,01            | 9,73             | 4,50             | 0,67             |                  |
| Середній мінімум, °C                          | −6,97            | −5,48            | −2,31            | 1,60             | 6,20             | 9,58             | 14,31            | 13,95            | 9,85             | 5,56             | 0,32             | −3,5             |                  |
| Норма опадів, мм                              | 93               | 91               | 92               | 102              | 92               | 92               | 61               | 79               | 127              | 145              | 162              | 127              |                  |
| Середньомісячна швидкість вітру, м/с          | 2.10             | 2.23             | 2.49             | 2.42             | 2.22             | 2.03             | 2.02             | 1.92             | 1.96             | 2.07             | 2.32             | 2.31             |                  |
| Середньомісячна сонячна радіація, кДж/м²·день | 4436             | 7212             | 10606            | 15106            | 19300            | 21019            | 22937            | 19884            | 14514            | 9260             | 4805             | 3713             |                  |
| --------------------------------------------- | ---------------- | ---------------- | ---------------- | ---------------- | ---------------- | ---------------- | ---------------- | ---------------- | ---------------- | ---------------- | ---------------- | ---------------- | ---------------- |
| Джерело:                                      |                  |                  |                  |                  |                  |                  |                  |                  |                  |                  |                  |                  |                  |